# Parque nacional Kumana
El Parque Nacional Kumana es un área protegida en Sri Lanka. El mismo es renombrado por su avifauna, particularmente los anátides y aves zancudas. Se encuentra a 391 kilómetros al sureste de Colombo, en la costa sudeste del país. Limita con el Parque Nacional Yala Anteriormente era conocido como Parque Nacional Yala Este, pero su nombre fue cambiado al actual el 5 de septiembre de 2006.
Estuvo cerrado de 1985 a marzo del 2003 debido a los ataques del grupo insurgente y secesionista conocido como LTTE (Liberation Tigers of Tamil Elam). También fue afectado por el terremoto del océano Índico de 2004.

## Características físicas
El riachuelo Kumbukkan Oya es la frontera del sur del parque nacional. Unas 20 lagunas y reservas de agua sirven de apoyo a la extensa avifauna del parque nacional.
Las lagunas son poco profundas, de menos de 2 metros. El manglar de Kumana villu suele inundarse ocasionalmente con aguas marinas. El parque posee una elevación desde el nivel del mar a los 90 metros. La temperatura media anual es de 27,3 grados Celsius (81,1 °F) y las precipitaciones son de 1,300 milímetros anuales en promedio.

## Flora
Las áreas húmedas del parque están rodeadas por el bosque espinoso tropical, que constituye una zona seca.
En la flora del bosque interior predominan las siguientes especies: Manilkara hexandra (en idioma cingalés, "palu"), Hemicyclea sepieria, Bauhinia racemosa, Cassia fístula ("ehela"), Chloroxylon swietenia ("burutha"), y Salvadora persica. El árbol predominante es el Sonneratia caseolaris, mientras que la Typha angustifolia es la caña que se encuentra en mayor proporción. Los árboles de Terminalia arjuna se encuentran en la vera del riachuelo Kumbukkan Oya. Las plantas acuáticas más comunes del manglar son las coloridas Ludwigia, Nelumbo nucifera, Nymphaea pubescens, Aponogeton y Neptunia oleracea.

## Fauna
El Santuario de Aves de Kumana, declarado en 1938, está incluido dentro del Parque Nacional. Es una de las zonas más importantes para que los pájaros aniden y tengan crías en Sri Lanka. 255 especies de pájaros se han registrado en el parque nacional. De abril a julio decenas de miles de pájaros emigran al área de manglares de Kumana. Algunas especies raras, como el jabirú asiático, el marabú menor, la espátula común, y el alcaraván indio de pico grueso, están teniendo crías en este parque. Algunas aves zancudas de la familia Scolopacidae y Charadriidae visitan el área junto a otras anátides. La agachadiza colirrara emigra aquí volando entre 9,000 y 11,000 kilómetros desde Siberia. Otras especies que emigran en grandes grupos son: el picotenaza asiático, el morito común, la garza imperial, la garceta grande, la garcilla hindú, el martinete común, la garza mediana, la garceta común, el pelícano oriental, el cormorán hindú, el cormorán enano, la gallineta común, la gallineta crestada, el calamón púrpura, la gallineta pechiblanca, la jacana colilarga, la cigüeñuela común, la yaguasa hindú  y el zampullín común.
Entre las aves raras que emigran al manglar se encuentran: el vinago patigualdo, el drongo de raquetas grande, el trogón malabar, el malcoha carirrojo, y el malcoha sirkir. Las aves zancudas más comunes en el parque son: el chorlito dorado asiático, el chorlitejo mongol grande, el chorlitejo mongol chico, el chorlito gris, el vuelvepiedras común, el chorlitejo chico, el andarríos bastardo, el archibebe fino, el archibebe común, el andarríos chico, el correlimos zarapitín, el correlimos chico y la agachadiza común.
Las tilapias y las lisas son las variedades de peces más usuales en el área. Entre los reptiles predominan el cocodrilo de las marismas, la tortuga negra de la India y la tortuga Lissemys punctata. Mamíferos como el chacal dorado, el jabalí, el elefante de Sri Lanka, la nutria europea, y el gato pescador también visitan el manglar para alimentarse. El número de los elefantes que habitan en el Parque Nacional está estimado entre 30–40.

## Significación cultural y conservación
En el terreno de este parque se asentó una antigua civilización que se remonta al siglo III a. C. Escritos en piedra pertenecientes a los siglos II y I a. C. se han encontrado en el área. El parque se encuentra en la ruta de la tradicional peregrinación anual al templo hindú d Kataragama. Tanto la comunidad tamil como la cingalesa participan de este peregrinaje.
El número de pájaros observados en el parque nacional ha caído en años recientes. Ecologistas y amantes de fauna y flora han expresado su preocupación por una carretera a ser construida de Kirinda a Panamá, la cual correrá a lo largo de la costa del parque.

## Flora y fauna de Kumana

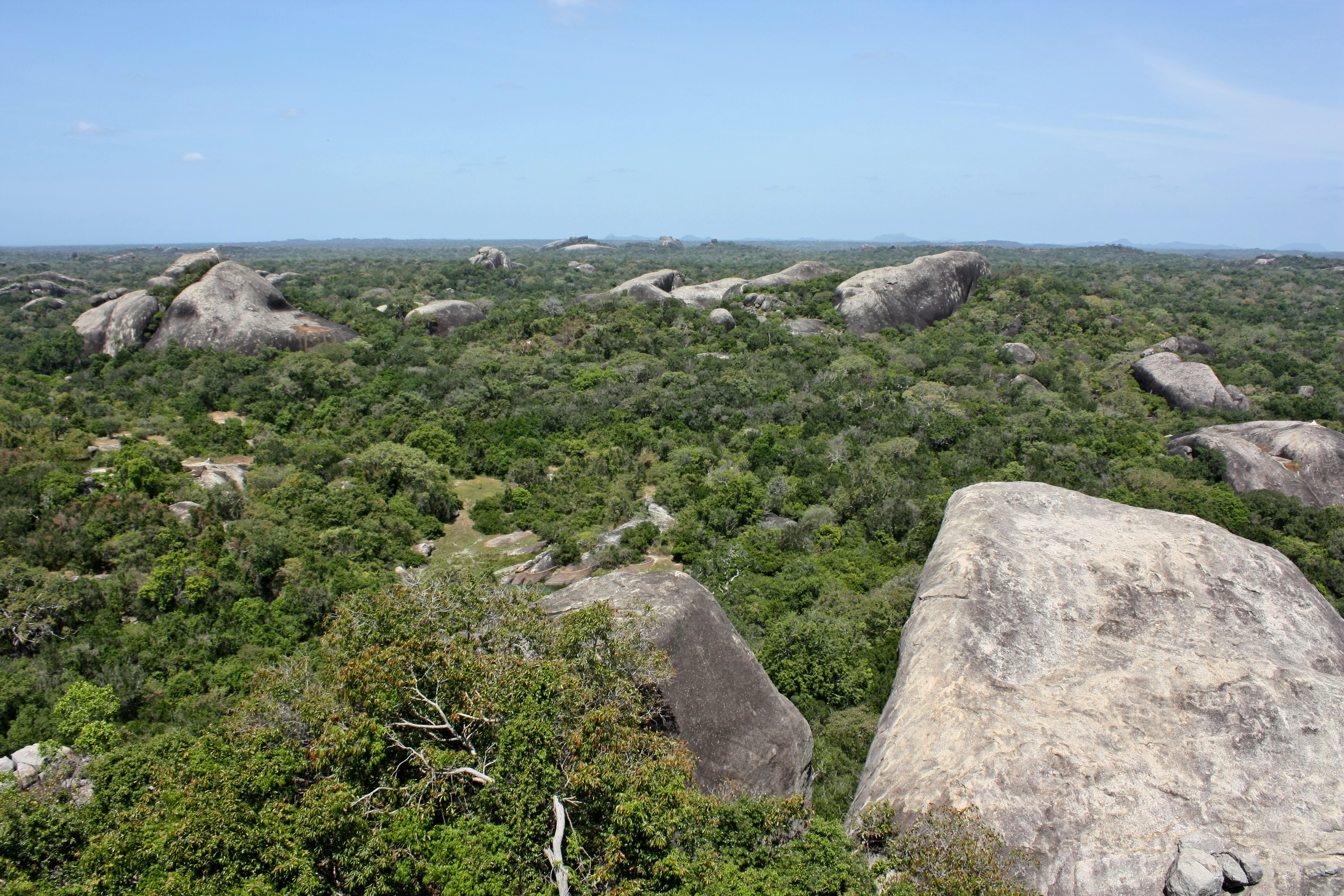
Vista aérea del parque.
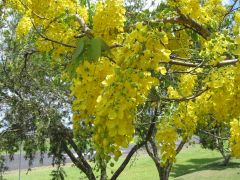
Cassia Fístula.
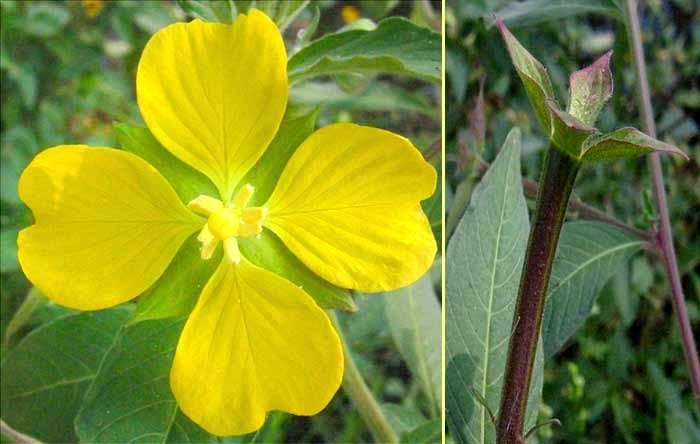
Ludwigia.
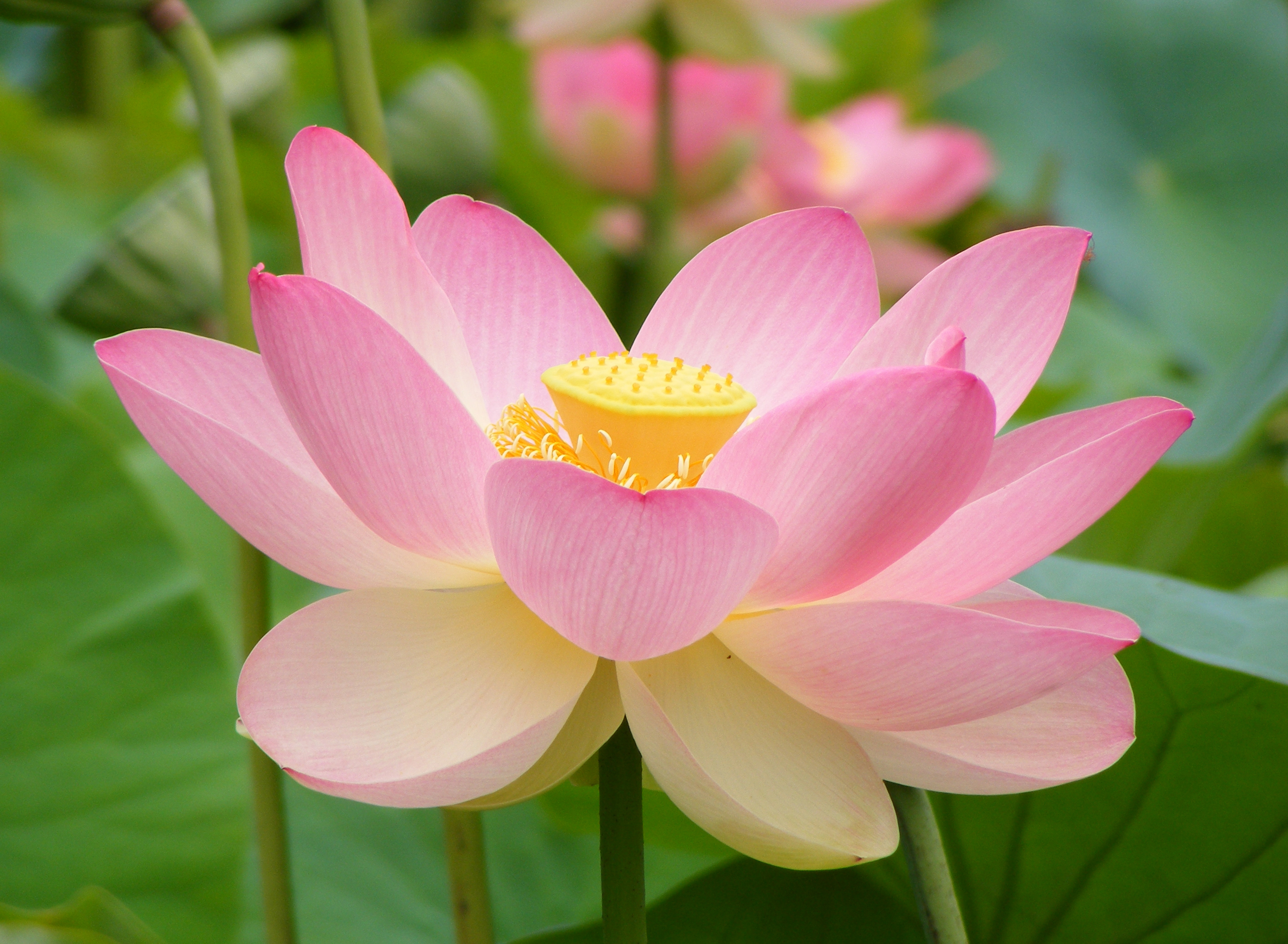
Nelumbo nucifera.
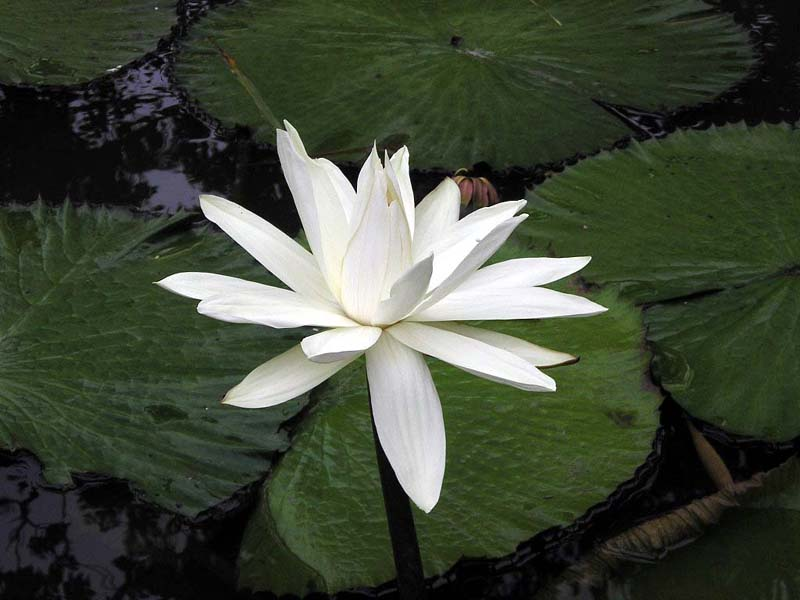
Nymphaea pubescens.
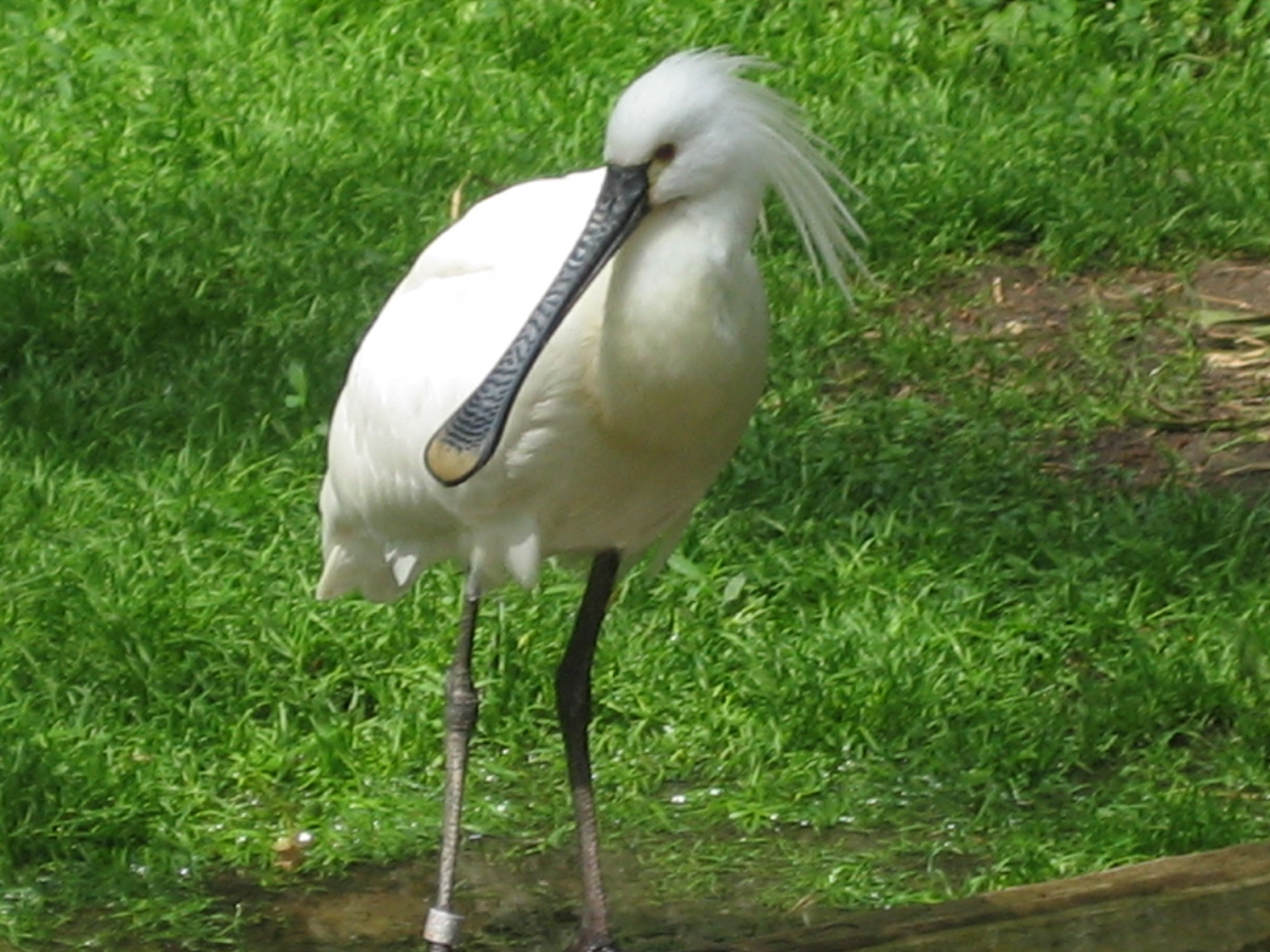
Espátula común.
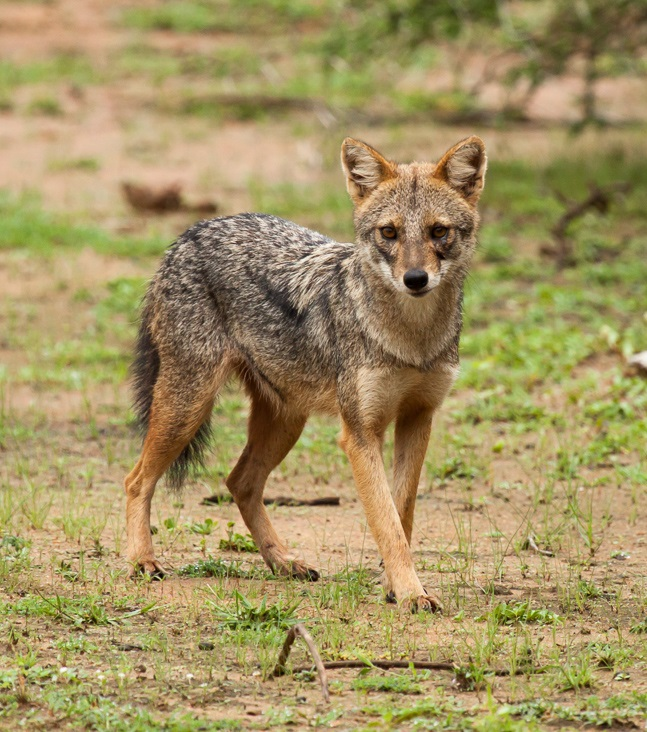
Chacal dorado.
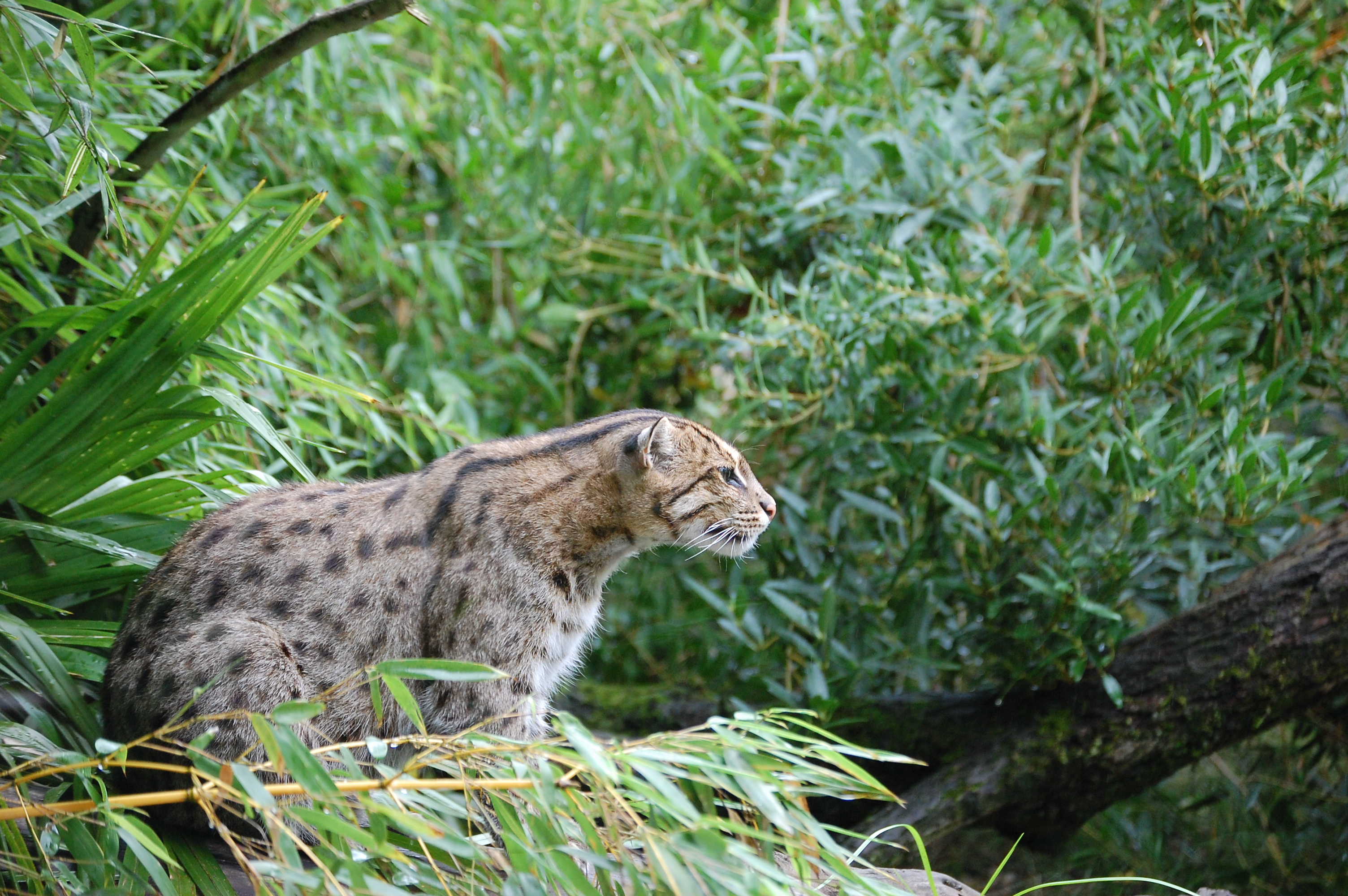
Gato pescador.
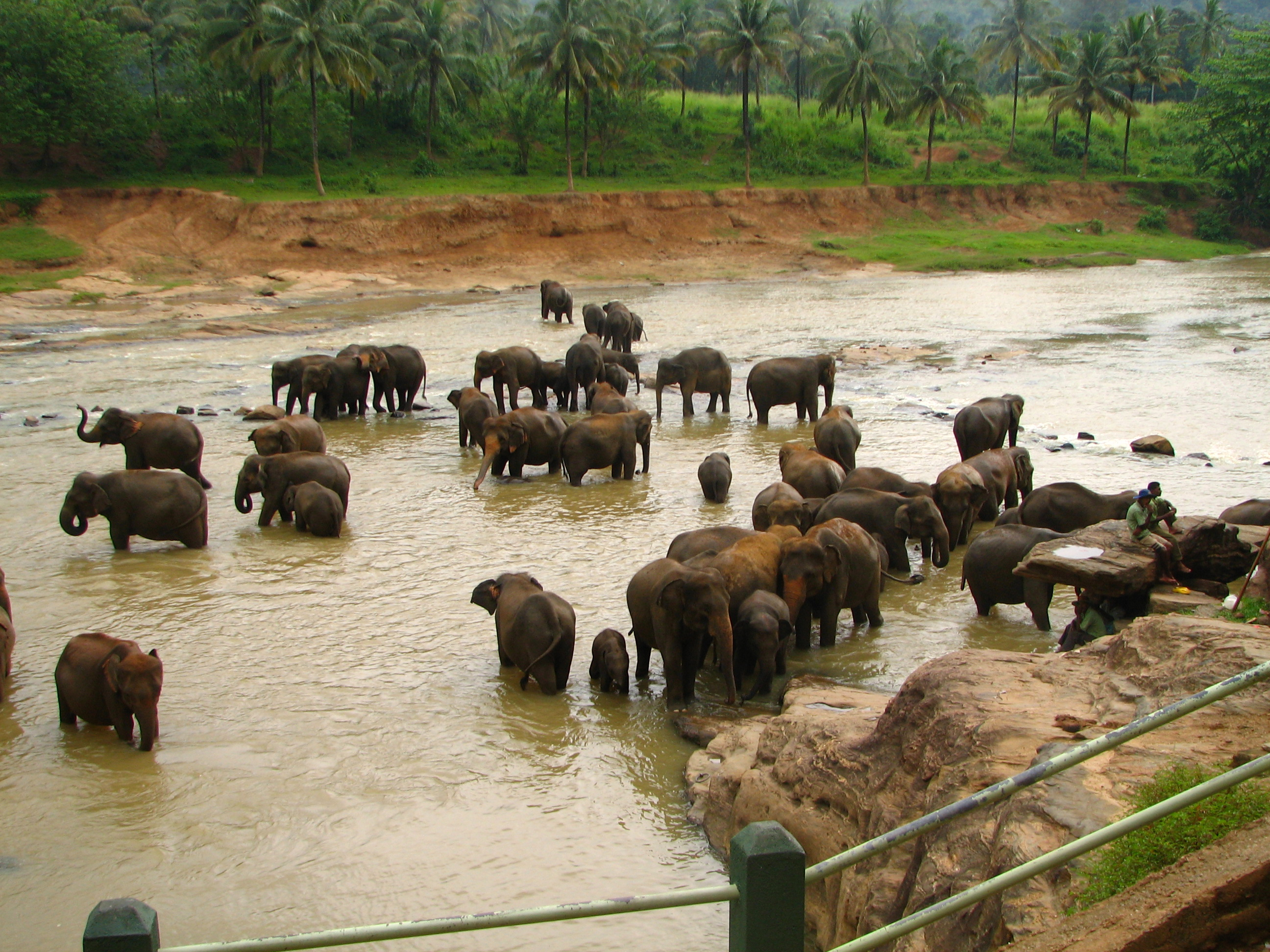
Elefante de Sri Lanka.